# ۶۸۹ (میلادی)

## رویدادها
نبرد دورستاد در فریزلند هلند.

## درگذشت‌ها
- کدوالا، شاه وسکس